# Nimetazepam
Il nimetazepam (venduto sotto i nomi commerciali Erimin e Lavol) è uno psicofarmaco appartenente alla categoria delle benzodiazepine, sintetizzato per la prima volta dalla casa farmaceutica Hoffmann-La Roche nel 1964. Il farmaco è un analogo del nitrazepam, con l'unica differenza della presenza di un gruppo metilico. È usato come anticonvulsivante e come ipnotico per la gestione a breve termine dell'insonnia.
È commercializzato, soprattutto nei paesi asiatici in compresse da 5 mg note come Erimin, che è il marchio prodotto e commercializzato dalla grande società giapponese Sumitomo.

## Farmacocinetica
Se assunto per via orale, il nimetazepam ottiene circa il 100% di biodisponibilità di assorbimento da parte dell'intestino. Il farmaco appartiene alle benzodiazepine ad assorbimento rapido e ad azione più rapida; e gli effetti ipnotici si avvertono entro 15-30 minuti dopo l'ingestione.